# Абэ, Косо
Косо Абэ (яп. 阿部孝壮, Kōsō Abe; 24 марта 1892, Микава, Ямагата — 19 июня 1947, Гуам) — вице-адмирал ВМС Японии. Военный преступник.

## Биография
Выпускник Военной академии Императорского флота Японии. В 1912–1913 годах служил на крейсерах Адзума и Якумо, с 1915 года — на Идзумо.
С 1930 года служил старшим артиллерийским офицером на эсминцах Yamakaze и Akikaze, крейсерах Асама, Нака и Асигара, линкорах Харуна, Ямасиро и Хюга.
15 ноября 1939 года после начала Второй Мировой войны принял командование линкором Императорского флота Японии «Хиэй». Участник Сражения в Коралловом море и Гилберта-Маршалловской операции против сил союзников.
Позже был назначен на должность военного коменданта острова Макин. С 5 февраля 1942 по 29 ноября 1943 года Абэ был командующим 6-й военной базой на атолле Кваджалейн на Маршалловых островах. Таким образом, он был, по сути, военным губернатором Маршалловых островов, островов Гилберта, Науру, островов Оушен и Уэйк в центральной части Тихого океана.
17–18 августа 1942 года отряд из примерно 200 коммандос морской пехоты США высадился на подводной лодке и совершил набег на остров Макин. Рейд на остров Макин был предназначен для уничтожения японских объектов, сбора разведывательных данных, проверки тактики рейдов, поднятия боевого духа в тылу и, возможно, для отвлечения внимания японцев от Гуадалканал. При этом 9 американских морских пехотинцев, случайно оставшихся во время рейда, были захвачены японскими войсками и переведены в качестве военнопленных в Кваджалейн, где их продержали около месяца. Абэ приказал казнить заключённых путем обезглавливания 16 октября 1942 года.
С декабря 1943 года по апрель 1945 года Абэ был комендантом военно-морской артиллерийской школы в  Татеяме. До конца войны служил командиром частей на военно-морской базе Сасебо на острове Кюсю.
После войны был арестован и обвинен в совершении военных преступлений. Был экстрадирован на Гуам, где военный трибунал приговорил его к смертной казни через повешение за нарушение законов и обычаев войны и моральных норм цивилизованного общества. Приговор приведён в исполнение 19 июня 1947 года.
Продвижение по службе:
- 17 июля 1912 года: мичман
- 1 декабря 1913 года: прапорщик
- 13 декабря 1915 года: лейтенант 2-го класса
- 1 декабря 1918 года: лейтенант 1-го класса
- 1 декабря 1924 года: лейтенант-коммандер
- 15 ноября 1934 года: капитан
- 15 мая 1940 года: контр-адмирал
- 1 мая 1944 года: вице-адмирал